# 維克托·克里沃伊
維克托·克里沃伊（Victor Crivoi，1982年5月25日—）是一位羅馬尼亞職業網球運動員。2005年，年初一開始他的世界排名為488，他開始征戰國際網球總會巡迴賽，獲得7座冠軍。由於戰績可觀，因此他被國際網球總會提名為年度球員。2005年年底，他的ATP世界排名為269。2009年8月17日，他到達目前為止單打最高排名為75位。
2009年羅馬大師賽，他由會外賽進入會內賽，第一輪以7–5、6–3直落二盤擊敗14種子詹姆斯·布雷克，第二輪遭到羅賓·索德靈以6–1、62–7、6–1淘汰。
2009年法國公開賽，他從會外賽連過三輪進入會內賽，第二輪遭到加埃爾·蒙菲爾斯以6–4、6–3、6–3直落三盤淘汰。

## 外部連結
- 維克托·克里沃伊（英文/西班牙文）的官方資料
- 維克托·克里沃伊的國際網球總會 職業／青少年 官方資料（英文）
- 維克托·克里沃伊的官方資料（英文）